# Lancer du poids féminin aux Jeux olympiques d'été de 2004
Navigation
Sydney 2000 Pékin 2008
L'épreuve du lancer du poids féminin aux Jeux olympiques de 2004 s'est déroulée le 18 août 2004 au Stade d'Olympie à Olympie, en Grèce, site des Jeux olympiques antiques. Elle est remportée par la Cubaine Yumileidi Cumbá après disqualification pour dopage de la Russe Irina Korzhanenko. En 2012, la Russe Svetlana Krivelyova, troisième de l'épreuve, est disqualifiée pour dopage et déchue de sa médaille de bronze. Depuis 2004, les Biélorusses Nadzeya Astapchuk et Natallia Mikhnevich, respectivement quatrième et cinquième du concours, ont également été sanctionnées pour dopage. La médaille de bronze vacante n'a jamais été réattribuée par le CIO et l'IAAF.

## Résultats

### Finale
| Rang              | Athlète             | Pays              | Essais | Essais | Essais | Essais | Essais | Essais | Marque | Note |
| Rang              | Athlète             | Pays              | 1      | 2      | 3      | 4      | 5      | 6      | Marque | Note |
| ----------------- | ------------------- | ----------------- | ------ | ------ | ------ | ------ | ------ | ------ | ------ | ---- |
| Médaille d'or     | Yumileidi Cumbá     | Cuba              | x      | 18.39  | 18.74  | x      | x      | 19.59  | 19.59  |      |
| Médaille d'argent | Nadine Kleinert     | Allemagne         | 18.77  | 19.55  | 19.17  | 18.55  | x      | x      | 19.55  | SB   |
| 4                 | Nadzeya Astapchuk   | Biélorussie       | 18.25  | x      | 19.01  | x      | x      | x      | 19.01  |      |
| 5                 | Natallia Mikhnevich | Biélorussie       | 18.82  | 18.09  | 18.87  | 17.80  | 18.59  | 18.96  | 18.96  |      |
| 6                 | Krystyna Zabawska   | Pologne           | x      | 17.97  | 18.64  | x      | 18.60  | x      | 18.64  |      |
| 7                 | Misleydis González  | Cuba              | 17.33  | 18.25  | 18.59  | 18.52  | x      | x      | 18.59  |      |
| 8                 | Valerie Adams       | Nouvelle-Zélande  | 18.56  | x      | 17.93  |        |        |        | 18.56  |      |
| 9                 | Li Meiju            | Chine             | 17.82  | 17.61  | 18.37  |        |        |        | 18.37  |      |
| 10                | Cleopatra Borel     | Trinité-et-Tobago | 17.37  | 18.28  | 18.35  |        |        |        | 18.35  |      |
| 11                | Lieja Tunks         | Pays-Bas          | x      | 18.13  | 18.14  |        |        |        | 18.14  |      |
|                   | Irina Korzhanenko   | Russie            | 20.41  | 20.70  | 21.06  | 20.04  | x      | x      | 21.06  | DQ   |
|                   | Svetlana Krivelyova | Russie            | 18.55  | 19.49  | 19.29  | 19.15  | 19.20  | 18.44  | 19.49  | DQ   |

## Légende
Records et Performances
- AR : Record continental (area record)
- CR : Record des championnats (championship record)
- MR : Record du meeting (meet record)
- NR : Record national (national record)
- OR : Record olympique (olympic record)
- PR : Record paralympique (paralympic record)
- PB : Record personnel (personal best)
- SB : Meilleure performance personnelle de la saison (season's best)
- WL : Meilleure performance mondiale de l'année (world leader)
- WJR : Record du monde junior (world junior record)
- WR : Record du monde (world record)

Circonstances et Conditions
- DNF : N'a pas terminé (did not finish)
- DNS : N'a pas pris le départ (did not start)
- DQ : Disqualification (disqualification)
- NM : Aucun essai valable enregistré (No Mark)
- Q : Qualifié « directement » au prochain tour (ou à la prochaine compétition), lors d'une compétition majeure, grâce au classement ou à la réalisation des minima (automatic qualifier)
- q : Qualifié au prochain tour (ou à la prochaine compétition), lors d'une compétition majeure, grâce au repêchage ou à la réalisation de l'une des meilleures performances parmi celles des « non qualifiés directement » (grâce au meilleur temps ou à la meilleure distance par exemple) (secondary qualifier)